# Festivalbar 1988
Il venticinquesimo Festivalbar si svolse nel 1988 tra il 6 luglio ed il 9 settembre.
Le tappe dalla quinta all'ottava ebbero luogo alla discoteca Privilege Ibiza (all'epoca denominata semplicemente "Ku"), e dopo una puntata riepilogativa andò in onda la finale, registrata il 3 settembre presso l'Arena di Verona e trasmessa in due parti l'8 e 9 settembre.
La manifestazione venne condotta da Gerry Scotti ed Andrea Salvetti, mentre la sigla iniziale era affidata a Gianna Nannini.
I vincitori assoluti furono Scialpi e Scarlett
(autrice del brano originale Let a day) con la canzone Pregherei, mentre Tullio De Piscopo con l'album Bello carico vinse la sezione 33 giri.
Vennero inoltre assegnati il Premio rivelazione a Jovanotti per il brano Gimme Five ed il Premio Europa del Venticinquennale ad Eros Ramazzotti per il mini album Musica è. A Betti Villani andò il titolo di Rivelazione 45 giri con De nuevo tu (versione dance in spagnolo di Ancora tu di Lucio Battisti, risalente al '76).
In occasione del venticinquennale della manifestazione, Lorella Cuccarini, accompagnata da un corpo di ballo, si esibì in un medley di noti brani che avevano partecipato alla manifestazione (L'estate sta finendo, Ti amo, Fotoromanza, Run to Me, Stasera mi butto).

## Cantanti partecipanti
- Scialpi e Scarlett - Pregherei
- Tullio De Piscopo - Energia compressa e Andamento lento
- À Cause des Garçons - A cause des garçons
- Afrika Bambaataa - Reckless
- Enzo Avitabile - Punta il naso a nord
- Matt Bianco - Don't Blame It on That Girl
- Judy Cheeks - I Still Love You
- Denovo - Un fuoco
- Eighth Wonder - Cross My Heart
- Elisa Fiorillo - How Can I Forget You?
- Samantha Fox - Naughty Girls (Need Love Too)
- Eddy Grant - Gimme Hope Jo'anna
- Andrea Mingardi - E la radio va
- Novecento - Broadway
- Guesch Patti - Let Be Must the Queen
- Vanessa Paradis - Joe le taxi
- Raf - Svegliarsi un anno fa
- Mandy Smith - Boys & Girls
- Steve Rogers Band - Alzati la gonna
- Betti Villani - De nuevo tu
- Kim Wilde - Hey Mr Heartache
- Sabrina Salerno - All of Me, My chico, Funky Girl e Guys & Dolls
- Marcella Bella - Il colore rosso dell'amore
- Ivana Spagna - Every Girl and Boy
- Fiorella Mannoia - Il tempo non torna più
- Umberto Tozzi - Immensamente
- Luca Carboni - Vieni a vivere con me e Lungomare
- Eros Ramazzotti - In segno d'amicizia
- Tracy Spencer - I Feel for You
- Climie Fisher - Love Changes (Everything)
- Den Harrow - Born to Love
- Mory Kanté - Yéké yéké
- Black - Wonderful Life
- Level 42 - Heaven in My Hands
- Nick Kamen - Tell Me e Bring Me Your Love
- Loredana Bertè - Angelo amerikano e La corda giusta
- Anna Oxa - Oltre la montagna
- Jesse Johnson - Love Struck
- Irene Lamedica - Baby, Let Me Kiss You
- Jovanotti - Gimme Five
- Bananarama - One in a Million e Love, Truth & Honesty
- INXS - Devil Inside
- Ciao Fellini - La mia banda suona il rock
- Nino Buonocore - Con l'acqua alla gola
- Donatella Rettore - Addio mia bella Napoli
- Ivano Fossati - Questi posti davanti al mare
- Michelle - Money Money Money
- The Adventures - Broken Land
- Teresa De Sio - Dammi spago
- Prefab Sprout - The King of Rock 'n' Roll
- Imagination - Instinctual
- Aswad - Don't Turn Around
- Tom Hooker - Feeling Okay
- Derek B - Bullet from a Gun
- Stadio - Bella più che mai
- Steffan - Piccoli uomini
- Tina - Crazy for You
- Milk and Coffee - Boy Let Freedom Go
- Mike Francis - Still I'm Runnin' Back to You
- James Senese - Dolce malinconia
- Adriano Pappalardo - Sandy
- The Christians - Born Again
- Touch El Arab - Muhammar
- Reeds - Straight Down
- Gisan - Voglia di vivere
- Frank Raya - Pito Mango
- Daysi Mae - Sexy Thing
- Sharks - Il mio rock 'n' roll
- Meccano - Attenti a noi
- Style Council - Life at a Top People's Health Club
- Erasure - Chains of love
- Gianna Nannini - Hey Bionda (sigla del programma)

## Organizzazione
Fininvest

## Direzione artistica
Vittorio Salvetti